# Góra Pychowicka
Góra Pychowicka, zwana też Pychowicką Górką lub Górką Pychowską – wzgórze w Krakowie, w Dzielnicy VIII Dębniki. Położone jest na terenie Bielańsko-Tynieckiego Parku Krajobrazowego. Pod względem geograficznym znajduje się na Pomoście Krakowskim zaliczanym do makroregionu Bramy Krakowskiej.
W wielu miejscach wzgórza dawniej eksploatowano kamienie w niewielkich kamieniołomach, zwanych łomami. Pozostały po nich pionowe ściany i zagłębienia w terenie. W 2019 roku wzgórze porośnięte jest lasem i łąkami. Jest terenem rekreacyjnym dla mieszkańców miasta o nazwie Uroczysko Górka Pychowicka i powierzchni 17 ha. Znajdują się na nim punkty widokowe, z których rozciągają się widoki na Las Wolski, Sikornik, Górę św. Bronisławy oraz na Beskidy,  Gorce i Tatry. W kilku miejscach znajdują się ławki, jest też wiata i gęsta sieć ścieżek.
Na terenie uroczyska znajdują się 3 kawerny wykonane przez Austriaków w latach 1914-1916: Kawerna w Pychowicach Pierwsza, Kawerna w Pychowicach Druga, Kawerna w Pychowicach Trzecia.
Wzgórze wchodzi w skład jednej z enklaw obszaru Natura 2000 pod nazwą Dębnicko-Tyniecki obszar łąkowy.

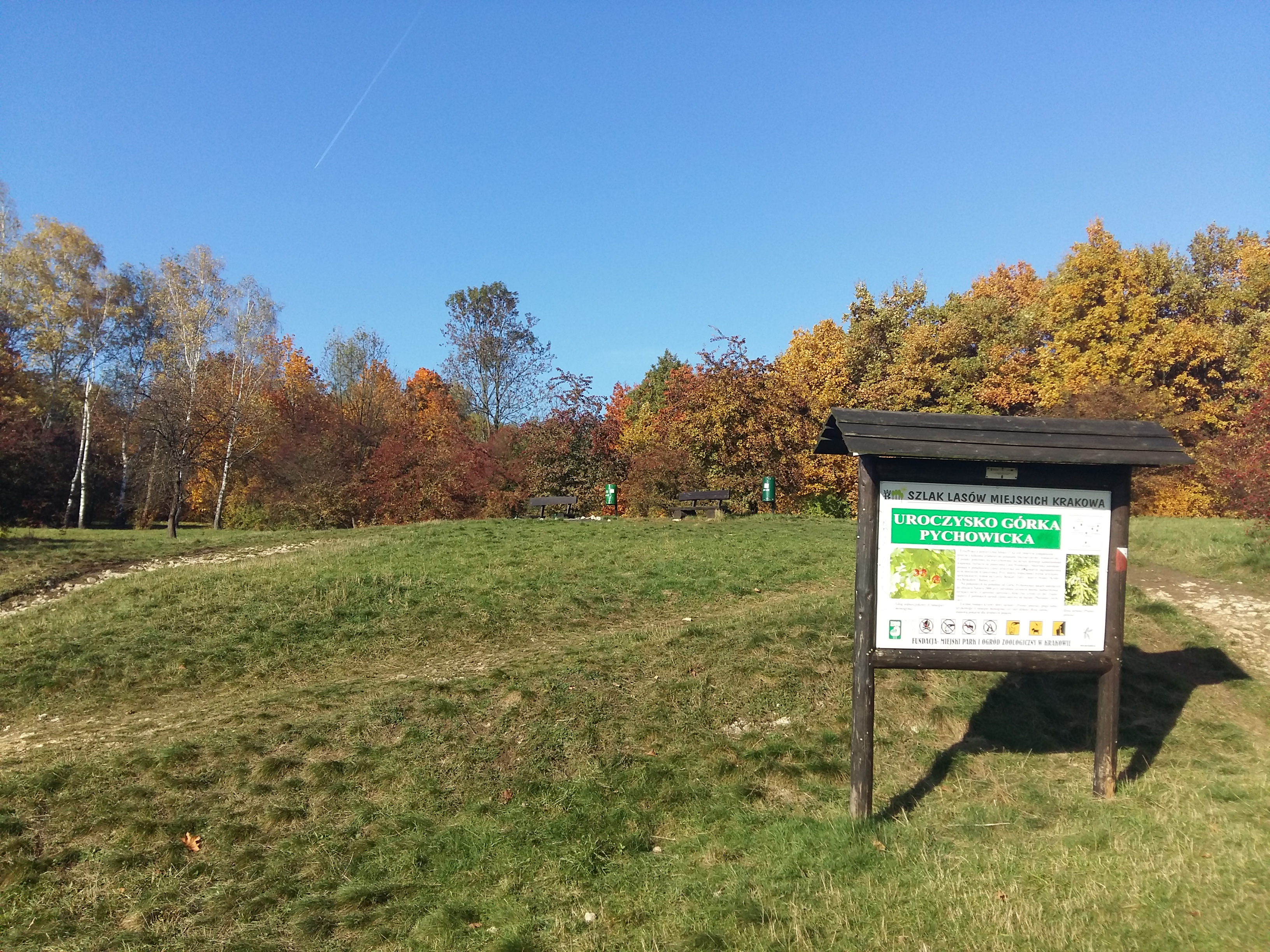
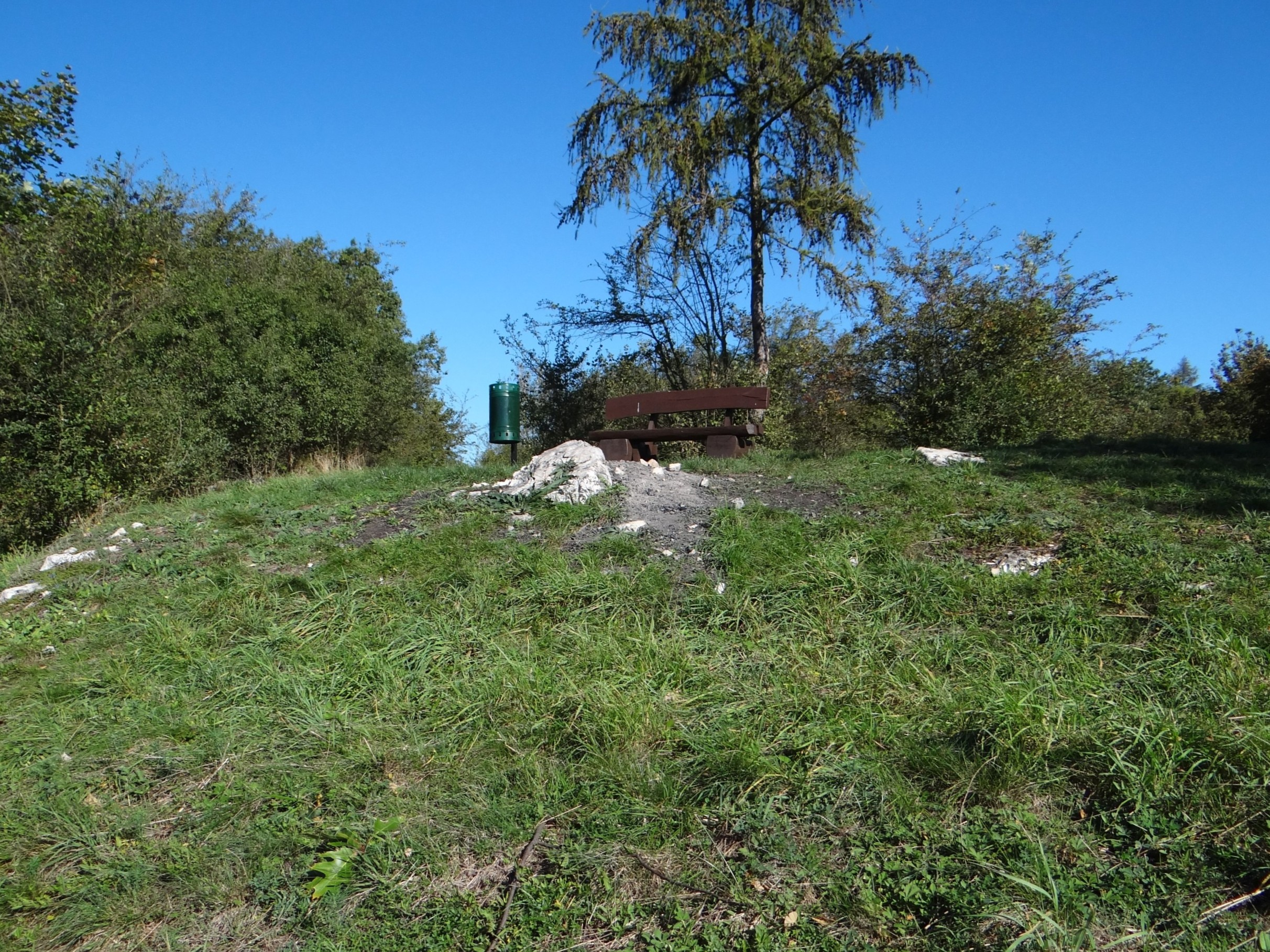
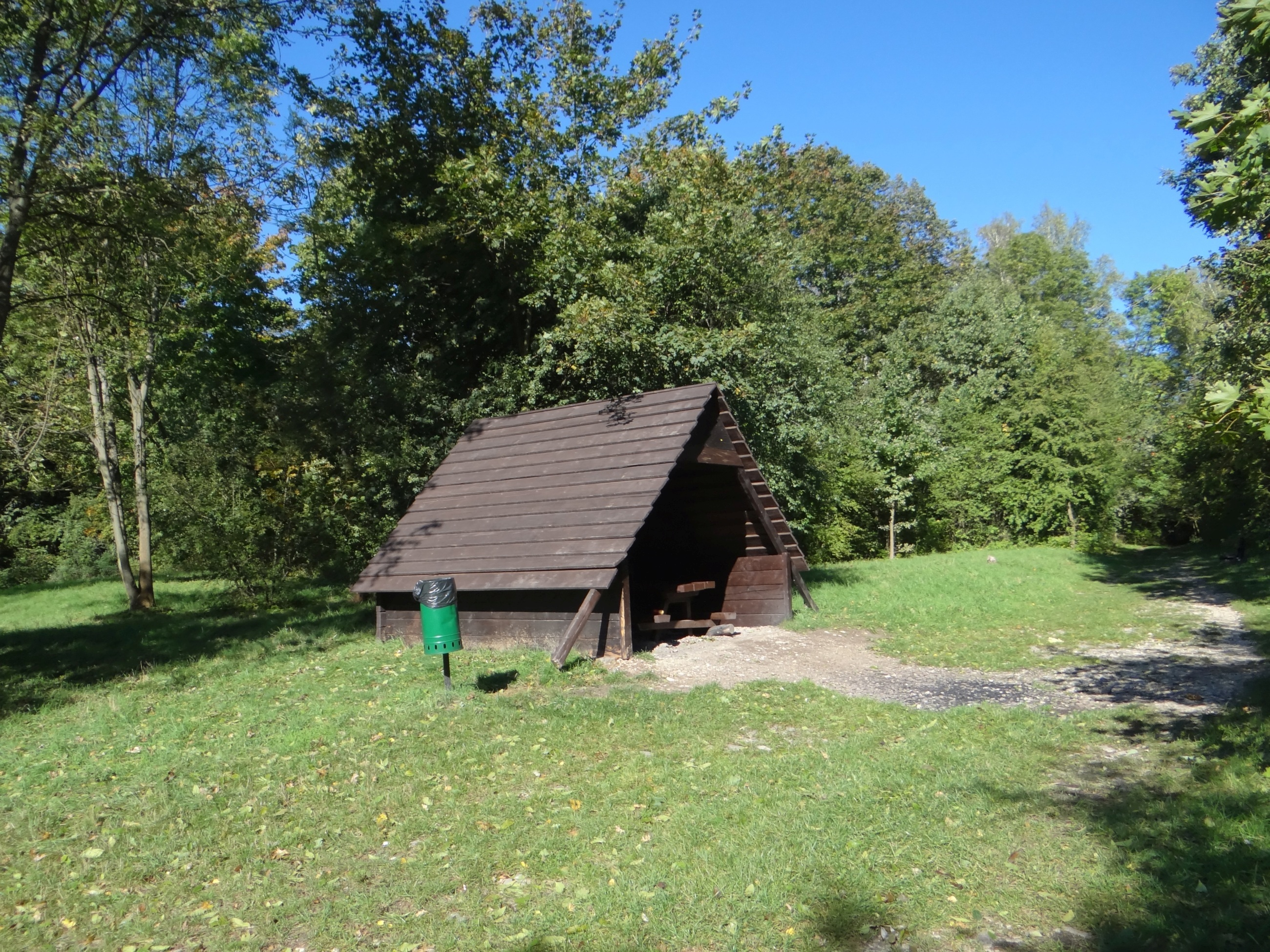
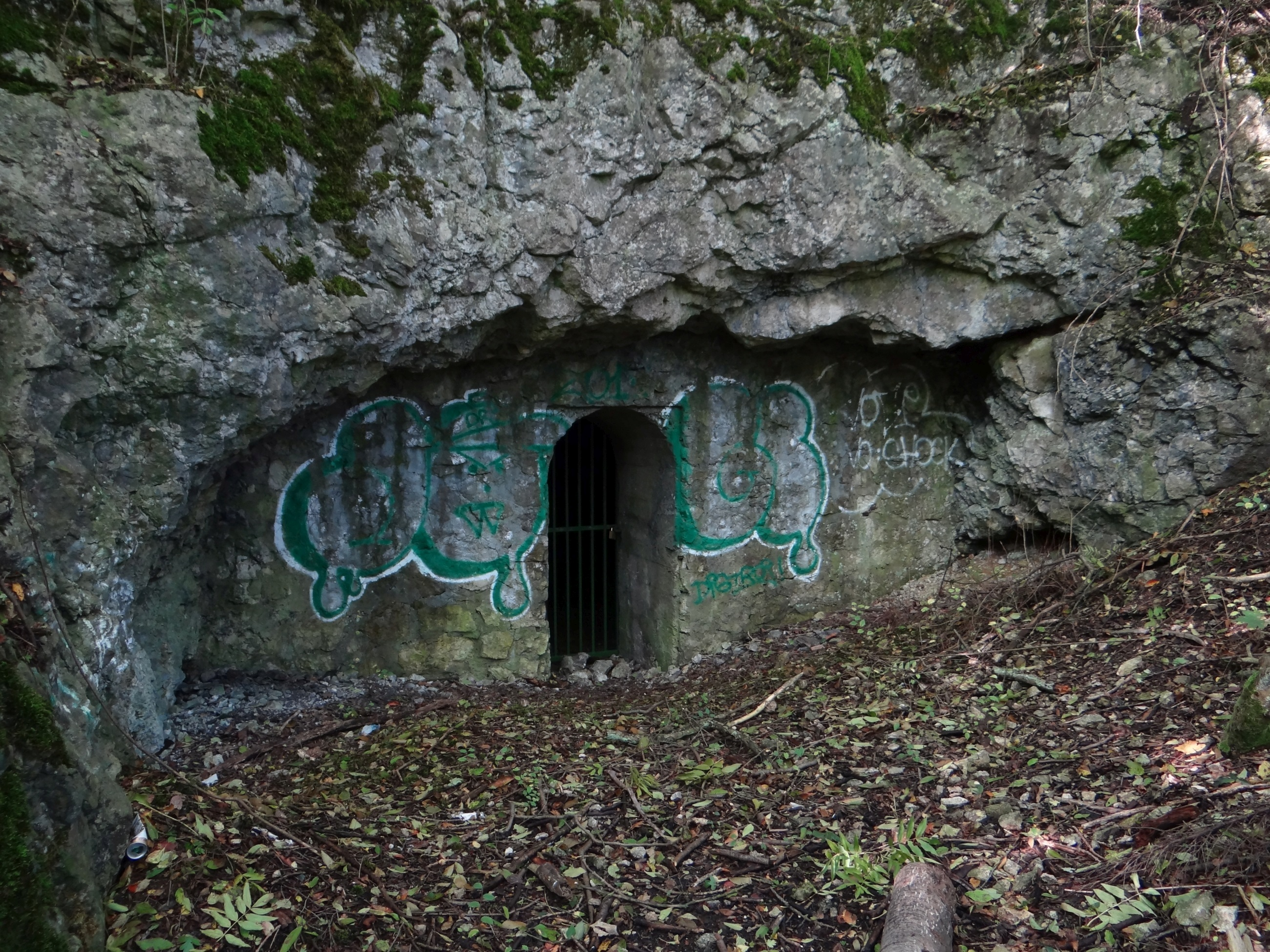
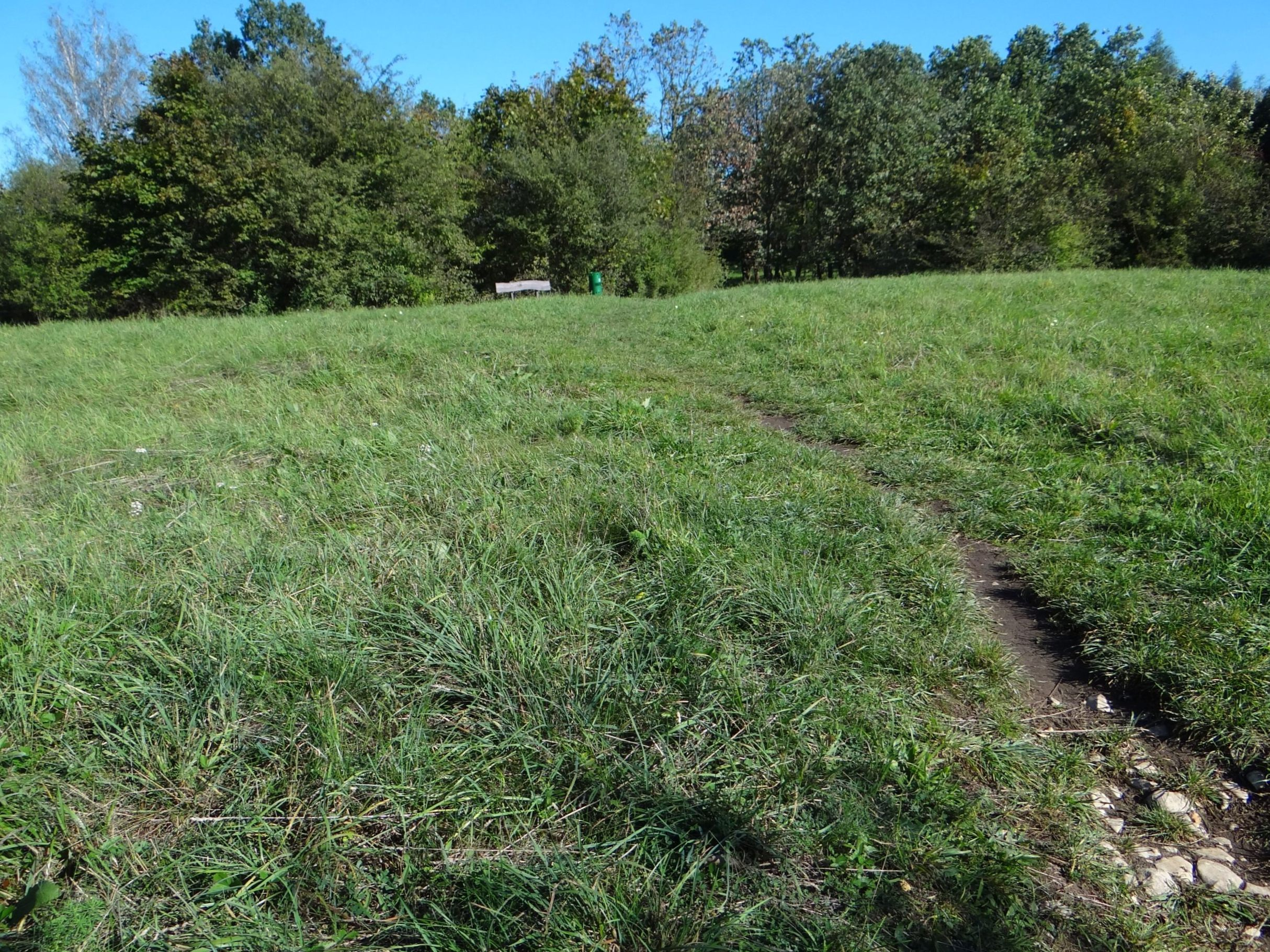